# HD 9544
HD 9544，又名CD-50 411，SAO 215547、HR 447，是一颗恒星，视星等为6.28，位于銀經286.4，銀緯-66.06，其B1900.0坐标为赤經1h 28m 30.5s，赤緯-50° -66.06′ 22″。